# Plyndring
Plyndring kaldes det, når en større gruppe forøver ran i fællesskab. Ofte finder plyndringer sted, når sikkerhedssystemet midlertidigt er brudt sammen under eller efter sociale uroligheder eller større katastrofer. Begrebet blev oprindelig brugt om hærstyrkers mere eller mindre strategisk begrundede hærgen i erobrede byer og landdistrikter. Visse hærførere har været berygtede for at opmuntre deres tropper til at plyndre, f.eks. Djengis Khan, Timur Lenk samt en række hærførere under Trediveårskrigen.